# Masquerade (álbum de The Legendary Tiger Man)
- Nota: Se procura outros significados para Masquerade, consulte Masquerade.

Masquerade é um álbum do músico português The Legendary Tiger Man. O álbum apresenta ainda como bónus, um DVD com várias curta-metragens relacionadas com músicas do disco, um documentário sobre o músico e o "making-of" do álbum.

## Faixas
1. "Someone Burned Down This Town"
2. "The Whole World's Got The Eyes on You"
3. "I Got My Night Off"
4. "Say Hey Hey"
5. "Honey, You're So Much"
6. "Route 66 (Bobby Troup)"
7. "Walkin' Downtown"
8. "Masquerade"
9. "Let Me Give it To You"
10. "Blue Moon Baby (Dave Diddley Day)"
11. "Bad Luck Rhythm' N' Blues Machine"

## Ligações Externas
- Sítio Oficial
- fotografias[ligação inativa]